# Chieri
Chieri is een gemeente in de Italiaanse provincie Turijn (regio Piëmont) en telt 34.312 inwoners (31-12-2004). De oppervlakte bedraagt 54,3 km², de bevolkingsdichtheid is 632 inwoners per km².
De volgende frazioni maken deel uit van de gemeente: Pessione.

## Demografie
Chieri telt ongeveer 14362 huishoudens. Het aantal inwoners steeg in de periode 1991-2001 met 5,0% volgens cijfers uit de tienjaarlijkse volkstellingen van ISTAT.
| Jaar | Inwoneraantal |
| ---- | ------------- |
| 1991 | 31.292        |
| 2001 | 32.868        |

## Geografie
De gemeente ligt op ongeveer 305 m boven zeeniveau.
Chieri grenst aan de volgende gemeenten: Baldissero Torinese, Pavarolo, Montaldo Torinese, Pino Torinese, Arignano, Andezeno, Pecetto Torinese, Riva presso Chieri, Cambiano, Santena en Poirino.

## Geboren in Chieri
- Domenico Savio (1842-1857), leerling van Don Bosco (geboren in Riva presso Chieri)

## Galerij

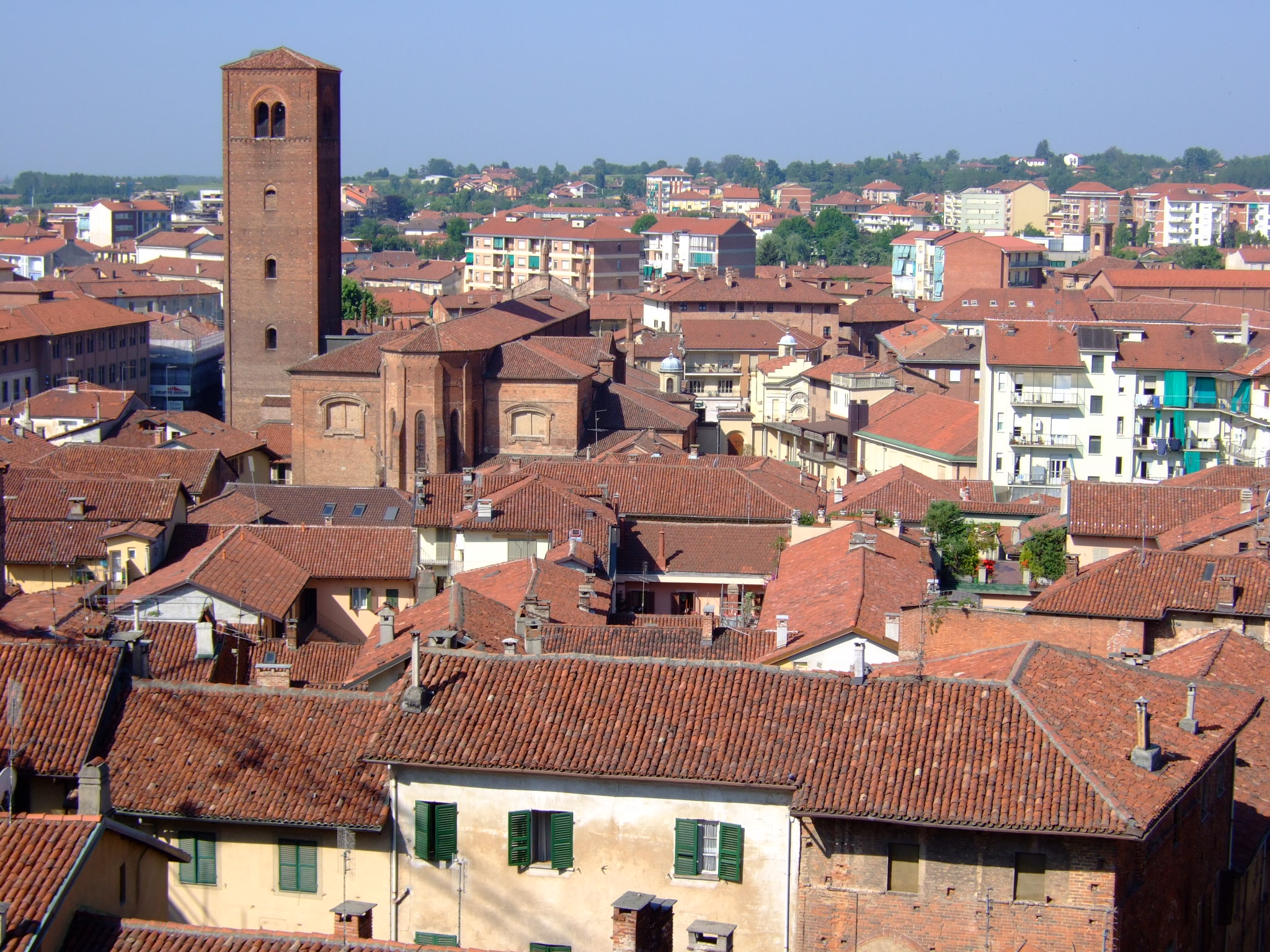
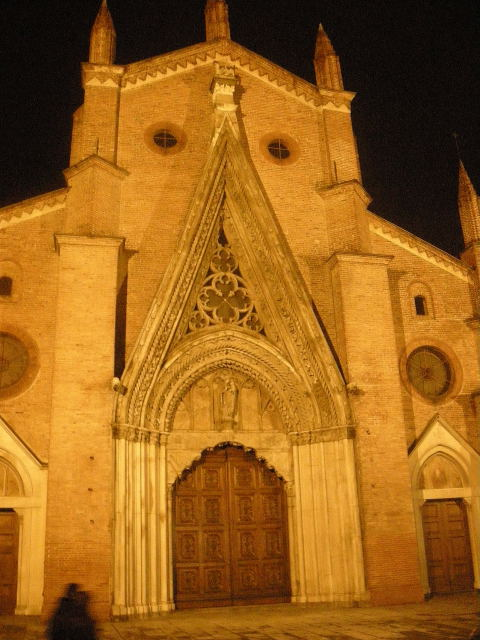
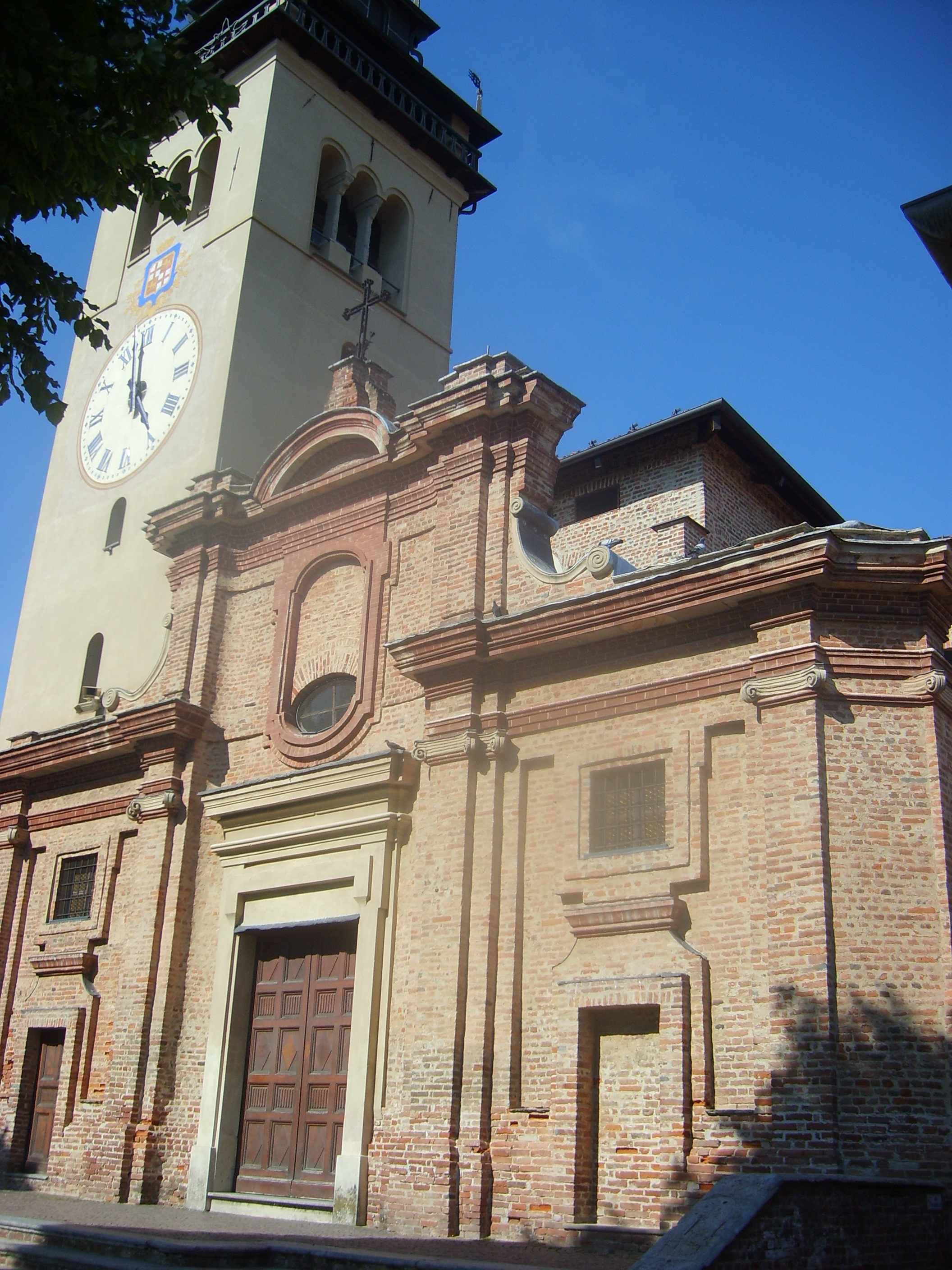
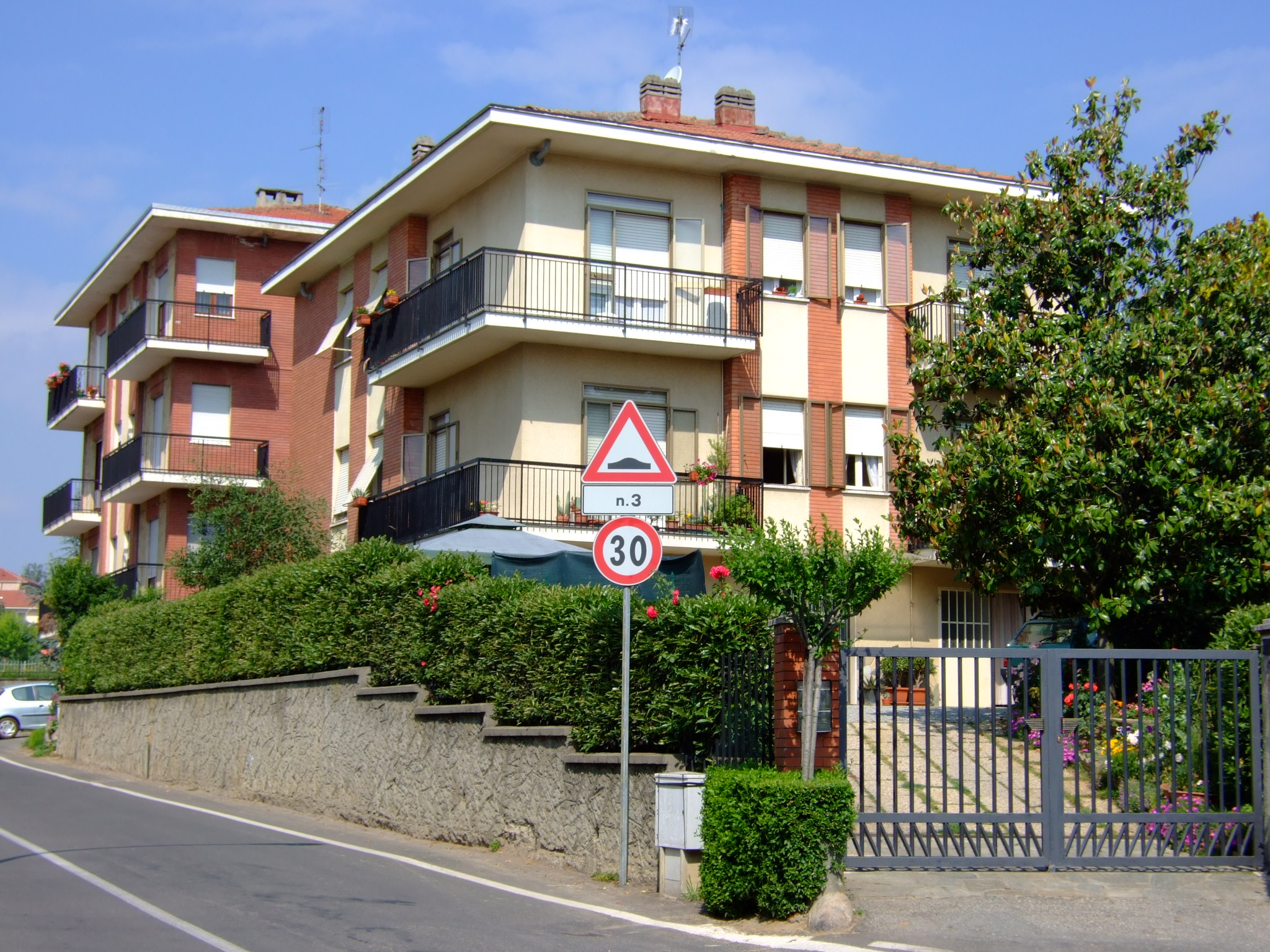
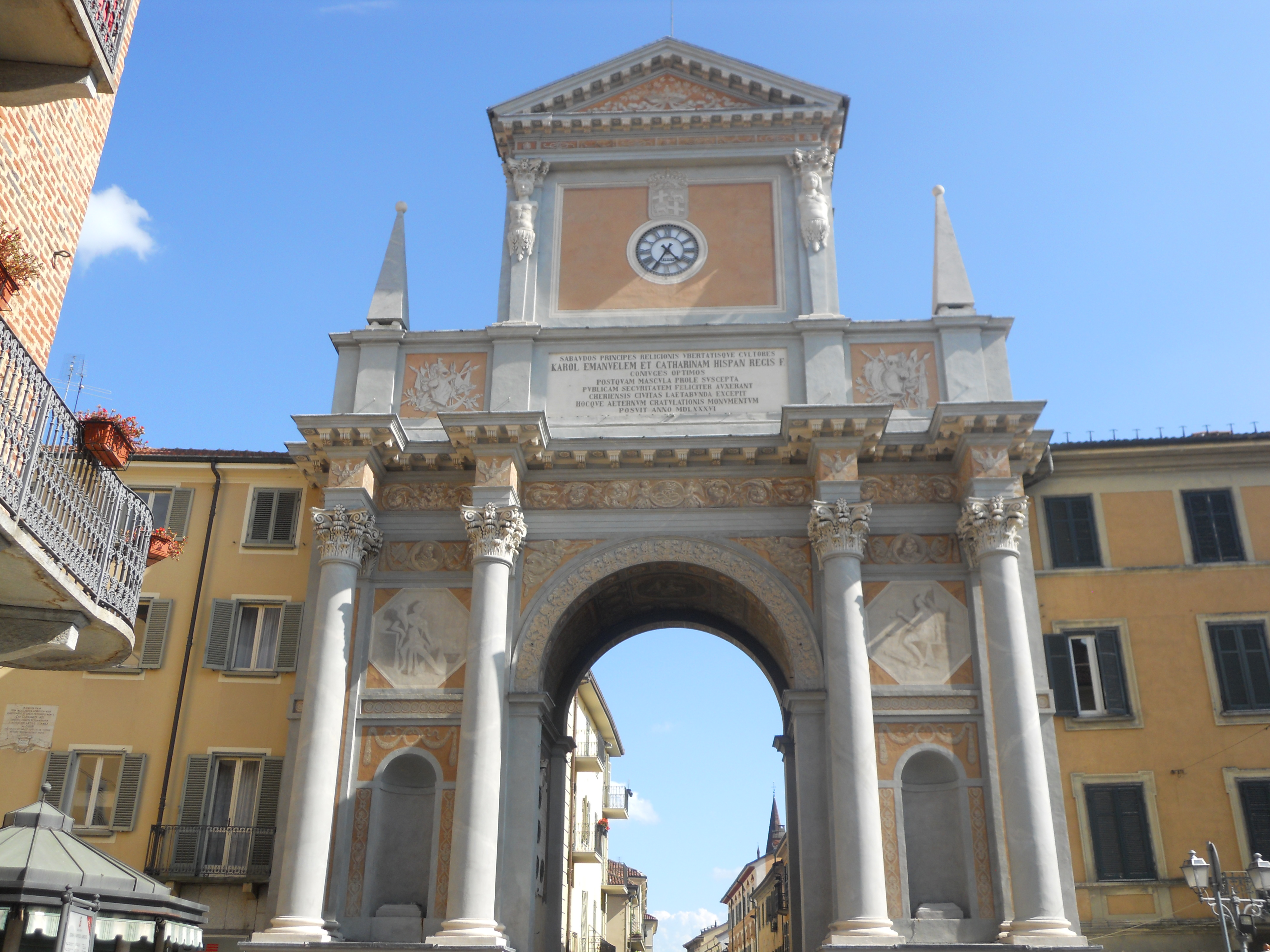